# Бур д’Оазан
Бур д'Оазан (фр. Bourg-d'Oisans) насеље је и општина у источној Француској у региону Рона-Алпи, у департману Изер која припада префектури Гренобл.
По подацима из 2011. године у општини је живело 3278 становника, а густина насељености је износила 91,06 становника/km². Општина се простире на површини од 36 km². Налази се на средњој надморској висини од 720 m метара (максималној 3.121 m, а минималној 701 m m).

## Демографија
| 1962. | 1968. | 1975. | 1982. | 1990. | 1999. | 2011. |
| ----- | ----- | ----- | ----- | ----- | ----- | ----- |
| 2.189 | 2.280 | 2.448 | 3.027 | 2.911 | 2.984 | 3.278 |

График промене броја становника у току последњих година